# 丹生遺跡
座標: 北緯33度13分32.6秒 東経131度42分28.4秒 / 北緯33.225722度 東経131.707889度
丹生遺跡（にういせき）は、大分県大分市丹生にある旧石器時代の遺跡である。丹生台地遺跡とも呼ばれる。大分市指定史跡。

## 概要
大野川の河口近くの右岸に位置する丹生台地にある旧石器時代の遺跡である。丹生台地は河岸段丘で、最高部は約102メートル。遺跡は南北約1キロメートルにわたって分布している。
1959年（昭和34年）頃から地元在住の人たちが丹生台地の地表面から多量の粗雑な礫器を採集し、それらの礫器は後期旧石器時代のものより古いのではないかと考えるようになった。丹生を訪れた金関丈夫が山内清男に報告したのがきっかけとなり小林達雄等が予備調査を行った。それを聞き知った角田文衞も古代学協会メンバーらと一緒に現地を視察した。角田は、1960年代初め頃に本遺跡で採集した石器の中にオルドヴァイ遺跡で出土する石器とよく似た礫器が含まれていることに着目し、地元の研究者等と同じく後期旧石器時代に先行する礫器文化が存在するのではないかという考えに至った。この遺跡を巡って学会で紛争が起こった。
古代学協会が発掘調査することになり、1962年（昭和37年）から1967年（昭和42年）までの間に6次にわたる調査が行われ、一時は前期旧石器時代の石器が出土したともされたが、出土した地層が洪積世のものでないことから年代には疑問が呈されている。
ただ、第3次調査で崖面に露出した地表下1.5メートルの志村礫層（更新世）中から礫器1点が採集されているのが注目される。
現在は出土地を中心とした661m2が公有化され、大分市の史跡に指定されている。